# Acapulco
Acapulco (oficialment Acapulco de Juárez i coneguda col·loquialment com la "Perla del Pacífic") és el port mexicà a l'estat de Guerrero al sud-oest del país la badia semicircular de la qual és una de les principals destinacions turístiques del món. El 2005 tenia 722.499 habitants. La ciutat va ser construïda sobre una franja molt estreta de terra, de poc més de 500 metres de llargària, entre la badia i les muntanyes que l'envolten.
No se sap amb precisió l'origen del nom de la ciutat. Una teoria suggereix que prové del nàhuatl zácatl (pastura), poloa (destruir) i co (lloc), que en conjunció significa "lloc on van ser destruïdes les pastures". Una d'altra suggereix que prové del nàhuatl ácatl (canya), pul (augmentatiu) i co (lloc), és a dir, el "lloc de les canyes grans". La primera exploració espanyola a càrrec de Juan Rodríguez de Villafuerte va batejar la badia amb el nom de Santa Lucia. Poc després, per ordres del rei d'Espanya, fra Andrés de Urdaneta va creuar el Pacífic des de l'arxipèlag de les Filipines amb la finalitat de trobar una ruta que connectés les colònies asiàtiques amb la península Ibèrica. Aquest va ser l'origen de la famosa "Nao de la Xina", un galió que recorria la ruta de Filipinas-Acapulco cada any. Durant l'època colonial Acapulco es convertia, amb l'arribada dels galions d'Àsia, el port de comerç més atractiu i dinàmic de la Nova Espanya. Els tresors del comerç van atreure els pirates anglesos i neerlandesos que van atacar i envair el port diverses vegades. Després de la independència de Mèxic, però, les Filipines, que eren administrades per la Nova Espanya, van romandre com a colònia espanyola, i el comerç va ser tancat, afectant severament el desenvolupament del port durant el segle xix.
Des del començament del segle xx, després de la Revolució Mexicana, Acapulco es va convertir en una destinació turística molt important de Mèxic, una de les platges més visitades de Nord-amèrica. El port està connectat a la ciutat de Mèxic per l'autopista del Sol, una obra mestra d'enginyeria amb els ponts més alts i els túnels més llargs del país.